# غريزغورز ليخ
غريزغورز ليخ (بالبولندية: Grzegorz Lech)‏ هو لاعب كرة قدم بولندي في مركز الوسط، ولد في 10 يناير 1983 في Kętrzyn ‏ في بولندا. لعب مع أركا غدينيا وكورونا كييلتسى.

## وصلات خارجية
- غريزغورز ليخ على موقع قاعدة بيانات كرة القدم.إي يو (الإنجليزية)
- غريزغورز ليخ على موقع Soccerway.com (الإنجليزية)